# Kimberly Stewart
Kimberly Alana Stewart (20 de agosto de 1979) é uma socialite, personalidade da televisiva e modelo estadunidense. Ela é filha do cantor britânico Rod Stewart e da atriz e modelo norte-americana Alana Stewart.

## Primeiros anos
Stewart nasceu em 20 de agosto de 1979, em Holmby Hills, Los Angeles, Califórnia. Ela é a segunda dos oito filhos de Rod Stewart e a segunda dos três filhos de Alana Stewart. Ela tem ascendência escocesa e inglesa por parte de pai, que se mudou para os Estados Unidos em 1975. Ela passou vários anos estudando atuação com os instrutores Janet Alhanti e Ivana Chubbuck.

## Carreira
Stewart trabalhou como atriz. Na televisão, teve um papel em Going to California, escrita por Scott Rosenberg e dirigida por Ted Demme, além de participar de um episódio da série de Judd Apatow, Undeclared. Seu primeiro filme foi Black and White, de James Toback, estrelado por Robert Downey Jr. e Jared Leto. Além da atuação, tornou-se modelo e apareceu na capa da edição alemã da Vanity Fair, fotografada por Bryan Adams; e trabalhou com marcas de moda como Tommy Hilfiger, Vogue, Elle, Max Mara, InStyle, entre outras.
Em 2008, ela posou nua para a revista britânica Tatler ao lado de Peaches Geldof, filha de Bob Geldof da banda Boomtown Rats, e Leah Wood, filha de Ronnie Wood dos Rolling Stones. Stewart lançou, aos 19 anos, sua própria coleção de moda intitulada "Pinky Starfish", focada em vestidos feitos de tecidos vintage franceses. Em 9 de setembro de 2008, a banda de Atlanta Elevation lançou um videoclipe para seu single "Razoreyes", estrelado por Stewart.

## Vida pessoal
Em 11 de abril de 2011, o agente de Benicio del Toro anunciou que Stewart estava grávida do ator. Ela deu à luz uma filha, Delilah Genoveva Stewart, em 21 de agosto de 2011. Delilah é a primeira neta de Rod Stewart.